# Jan Pecka
Jan Pecka es un deportista checoslovaco que compitió en piragüismo en la modalidad de eslalon. Ganó dos medallas en el Campeonato Mundial de Piragüismo en Eslalon, oro en 1951 y bronce en 1953.

## Palmarés internacional
| Campeonato Mundial | Campeonato Mundial | Campeonato Mundial | Campeonato Mundial |
| Año                | Lugar              | Medalla            | Competición        |
| ------------------ | ------------------ | ------------------ | ------------------ |
| 1951               | Steyr (Austria)    | Medalla de oro     | C1 por equipos     |
| 1953               | Merano (Italia)    | Medalla de bronce  | C2 por equipos     |